# Ígor Bóyev
Ígor Bóyev (22 de noviembre de 1989) es un ciclista ruso. Debutó como profesional en 2012 en las filas del Itera-Katusha.

## Palmarés
2012
- Gran Premio de la Ville de Nogent-sur-Oise
- 1 etapa del Tour de Loir-et-Cher
- Mayor Cup
- Cinco Anillos de Moscú, más 1 etapa

2014
- 2 etapas del Gran Premio de Adigueya
- 2 etapas de los Cinco Anillos de Moscú
- 1 etapa del Tour del Cáucaso

## Enlacex externos
- Ígor Bóyev – ProCyclingStats
- Ficha de Igor Boev

- Datos: Q3148268
- Multimedia: Igor Boev / Q3148268